# Shelter (film, 2014)
Pour les articles homonymes, voir Shelter.
Pour plus de détails, voir Fiche technique et Distribution.
Shelter est un film américain réalisé par Paul Bettany, sorti en 2014.

## Synopsis
Deux sans-abris, Hannah et Tahir, tombent amoureux à New York et tentent de construire un future ensemble.

## Fiche technique
- Titre : Shelter
- Réalisation : Paul Bettany
- Scénario : Paul Bettany
- Photographie : Paula Huidobro
- Montage : John F. Lyons
- Production : Robert Ogden Barnum, Paul Bettany, Katie Mustard et Daniel Wagner
- Société de production : Bifrost Pictures, Recidivist Films, Repeat Offender et The Bridge Finance Company
- Société de distribution : Screen Media Films (États-Unis)
- Pays :  États-Unis
- Genre : Drame
- Durée : 105 minutes
- Dates de sortie : 
  -  Canada : 12 septembre 2014 (festival international du film de Toronto)
  -  Royaume-Uni : 11 décembre 2015

## Distribution
- Jennifer Connelly : Hannah
- Anthony Mackie : Tahir
- Rob Morgan : Franklin
- Bruce Altman : Peter
- Kevin Geer : Walter
- Kevin Arnold Hoffman
- Steve Cirbus : Jerry
- Alok Tewari : Abdul
- Scott Johnsen : Terry
- Stellan Bettany : Jake

## Accueil
Le film a reçu un accueil mitigé de la critique. Il obtient un score moyen de 43 % sur Metacritic.